# In the Good Old Days (When Times Were Bad)
In the Good Old Days (When Times Were Bad) är ett studioalbum i Dolly Parton, släppt i februari 1969. 

## Albuminformation
I titelspåret ser Dolly Parton tillbaka på sin uppväxt, som hon inte längtar tillbaka till. Den humoristiska "He's a Go Getter" finns också med och det finns covers på Jeannie C. Rileys "Harper Valley PTA", Tammy Wynettes "D-I-V-O-R-C-E" och hennes mentor Porter Wagoners hitlåt "The Carroll County Accident".

## Låtlista
1. Don't Let It Trouble Your Mind (Dolly Parton)
2. He's a Go Getter (Dolly Parton)
3. In the Good Old Days (When Times Were Bad) (Dolly Parton)
4. It's My Time (John D. Loudermilk)
5. Harper Valley PTA (Tom T. Hall)
6. Little Bird (Dolly Parton)
7. Mine (Dolly Parton)
8. The Carroll County Accident (Bob Ferguson)
9. Fresh Out of Forgiveness (Bill Owens, Gene Gill)
10. Mama, Say a Prayer (Dolly Parton)
11. Always the First Time (Joyce McCord)
12. D-I-V-O-R-C-E (Bobby Braddock, Curly Putman)

## Listplaceringar
| Lista (1969)          | Topplacering |
| --------------------- | ------------ |
| US Top Country Albums | 15           |